# Why Don't You Love Me
Pistes de I Am... Sasha Fierce
""Video Phone" (Extended Remix featuring Lady Gaga)" "Poison"
Why Don't You Love Me est un single promotionnel de Beyoncé. Il est issu de l'album I Am... Sasha Fierce.

## Clip
Le clip vidéo a été tourné en 2010 et a été mis en avant première sur Vimeo, puis par la suite VEVO de YouTube. Nous pouvons y voir Beyoncé en mécanicienne, chanteuse et playmate. Elle apparait avec un tableau où figurent les inscriptions Why Don't You Love Me, scène qui rappelle Betty Page.

## Classement
| Classement (2010)                  | Meilleure position |
| ---------------------------------- | ------------------ |
| Allemagne (Deutsche Black Charts)  | 4                  |
| Australie (ARIA)                   | 73                 |
| Belgique (Flandre Ultratip 100)    | 10                 |
| Brésil (Billboard Hot 100 Airplay) | 21                 |
| Pologne (ZPAV)                     | 48                 |
| Slovaquie (IFPI Rádio)             | 44                 |
| Royaume-Uni (UK Singles Chart)     | 51                 |
| Royaume-Uni (UK R&B Chart)         | 14                 |
| États-Unis (Dance Club Songs)      | 1                  |